# Ariel Gustavo Herreros
Ariel Gustavo Herreros es un remero argentino, del Campana Boat Club, nacido el 3 de octubre de 1968 (56 años) en Campana, provincia de Buenos Aires, Argentina.
Comenzó a remar en 1984 e integró la "generación de los 80" que sentó las bases de la explosión del remo en el CBC en los siguientes 20 años. Debutó en el Cuatro con timonel junto a Sergio Abel Fernández, Adrián Zárate, y Edgar Sneider. 
Invicto en la temporada 1986-1987 en el cuatro con novicio, junto a Mariano De Pánfilis (1° temporada), Gustavo Fresia, Héctor Hereñu, Amanlio Giordano y Francisco Peucelle (Tim.). Se consagró Campeón Argentino con esa misma formación.
Luego de un paréntesis, volvió a remar en la década del '90 integrando distintos botes: 2+, 4- y 8+. 
Al día de la fecha se desempeña en la categoría "Masters", luego de su retorno al deporte en el 2009. Hasta el momento, obtuvo en esa categoría un total de 2 victorias, 2 segundos puestos y 3 terceros puestos en el sencillo shell. El próximo objetivo de Herreros es el Campeonato Sudamericano de Remo Masters a disputarse en la Pista Nacional de Remo de la ciudad bonaerense de Tigre, para el cual se encuentra actualmente entrenando.
- Datos: Q5650725